# سوسک‌های شب‌رو
سوسک‌های شب‌رو (علمی: Tenebrionidae) خانواده‌ای از قاب‌بالان هستند که شامل حدود ۲۰/۰۰۰ گونه زیستی می‌باشند. سوسک‌های شب‌رو در سراسر جهان دیده شده‌اند و اکثرشان دارای بال‌پوش تیره یا سیاه هستند.

## نگارخانه

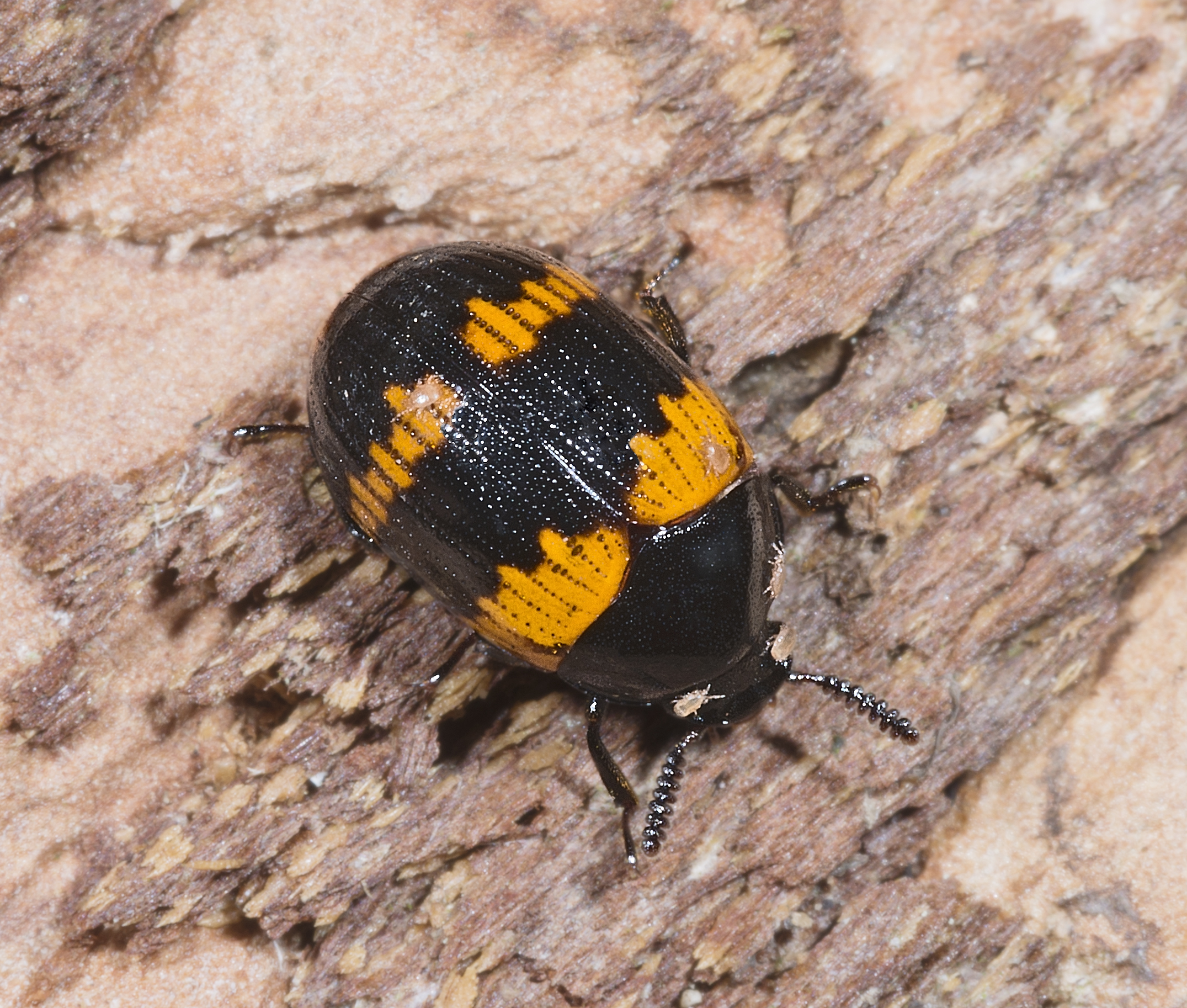
شب‌روی بولتی در زیر کنده بلوط
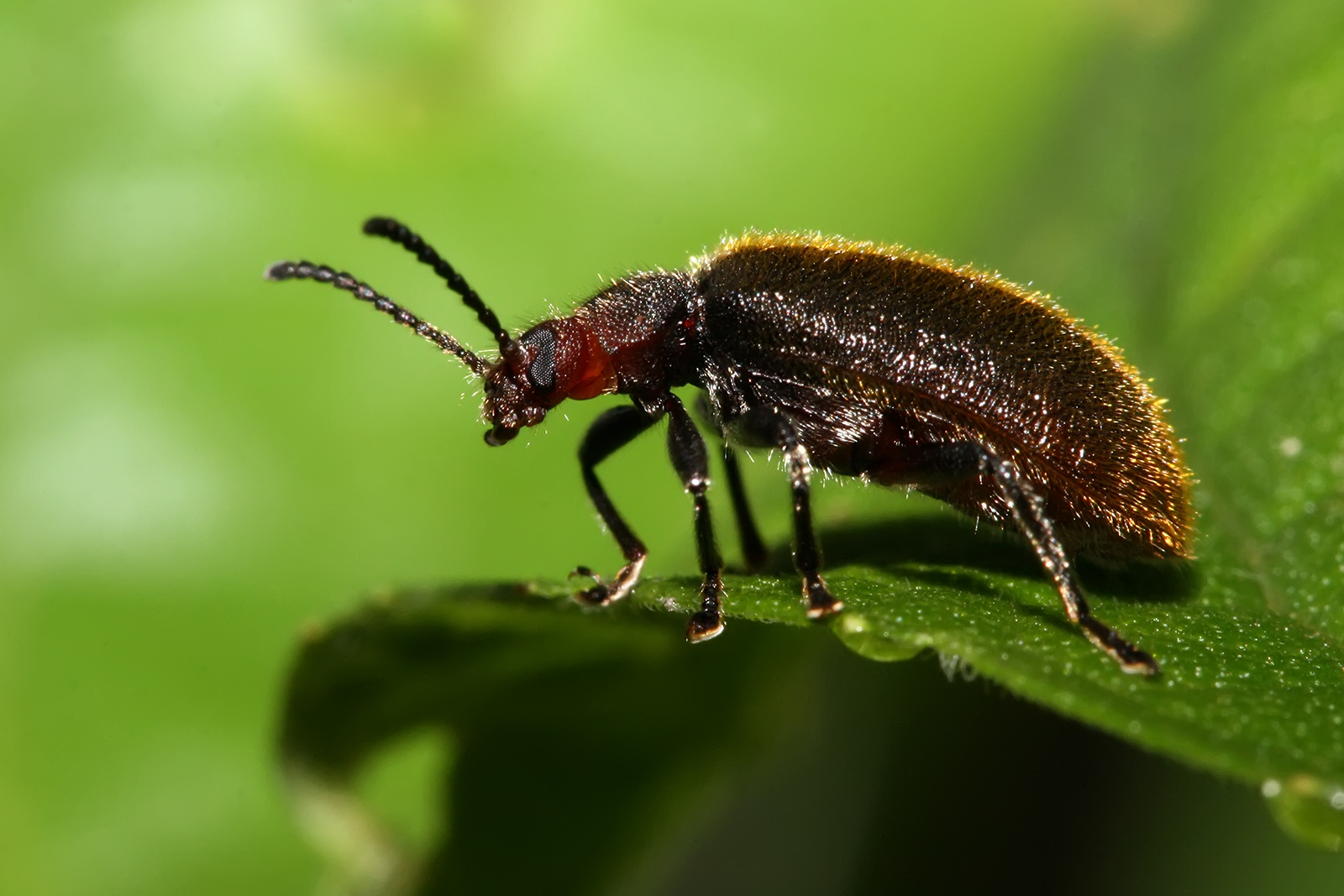
در تانزانیا
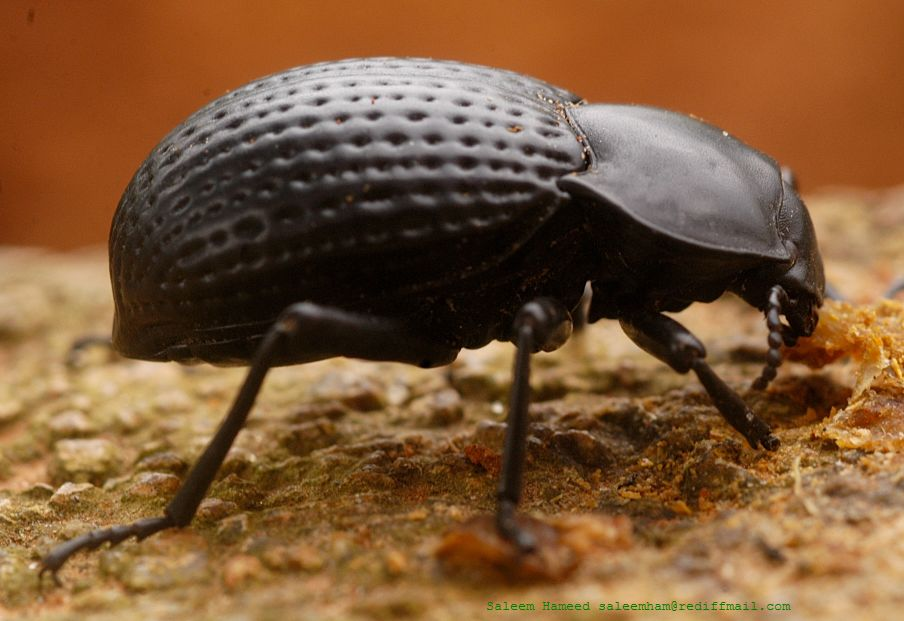
A Platynotina species (Tenebrioninae) in India
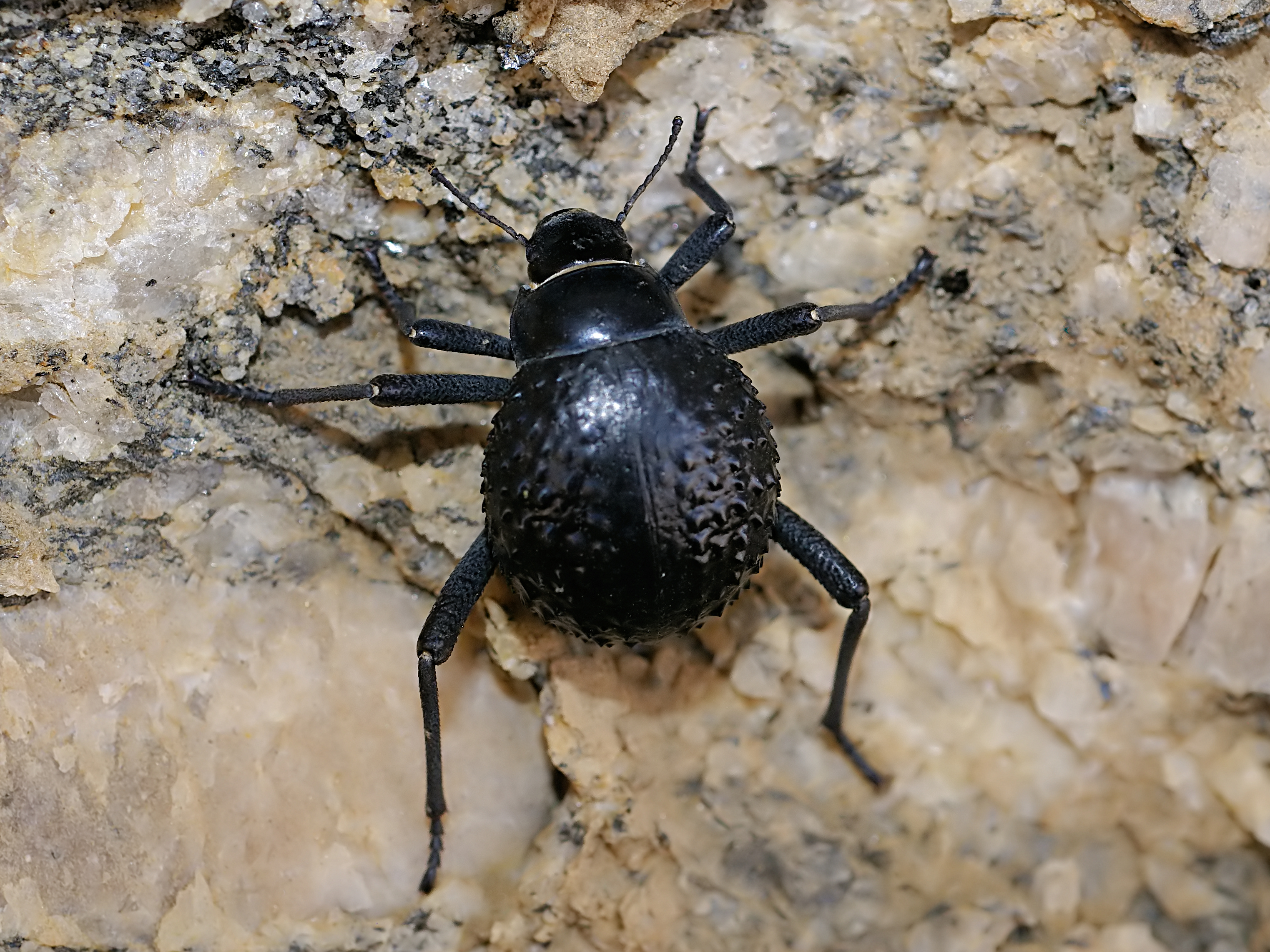
Stenocara dentataدر جنوب آفریقا
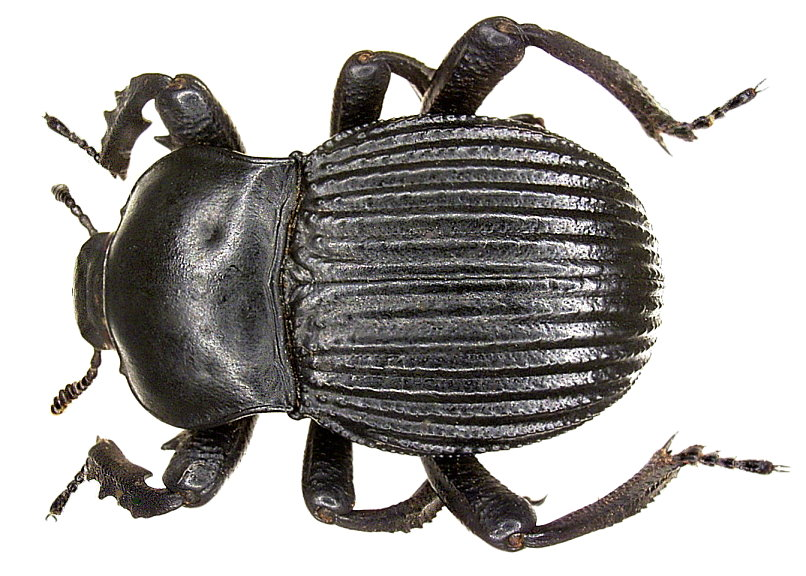
Gonopus tibialis
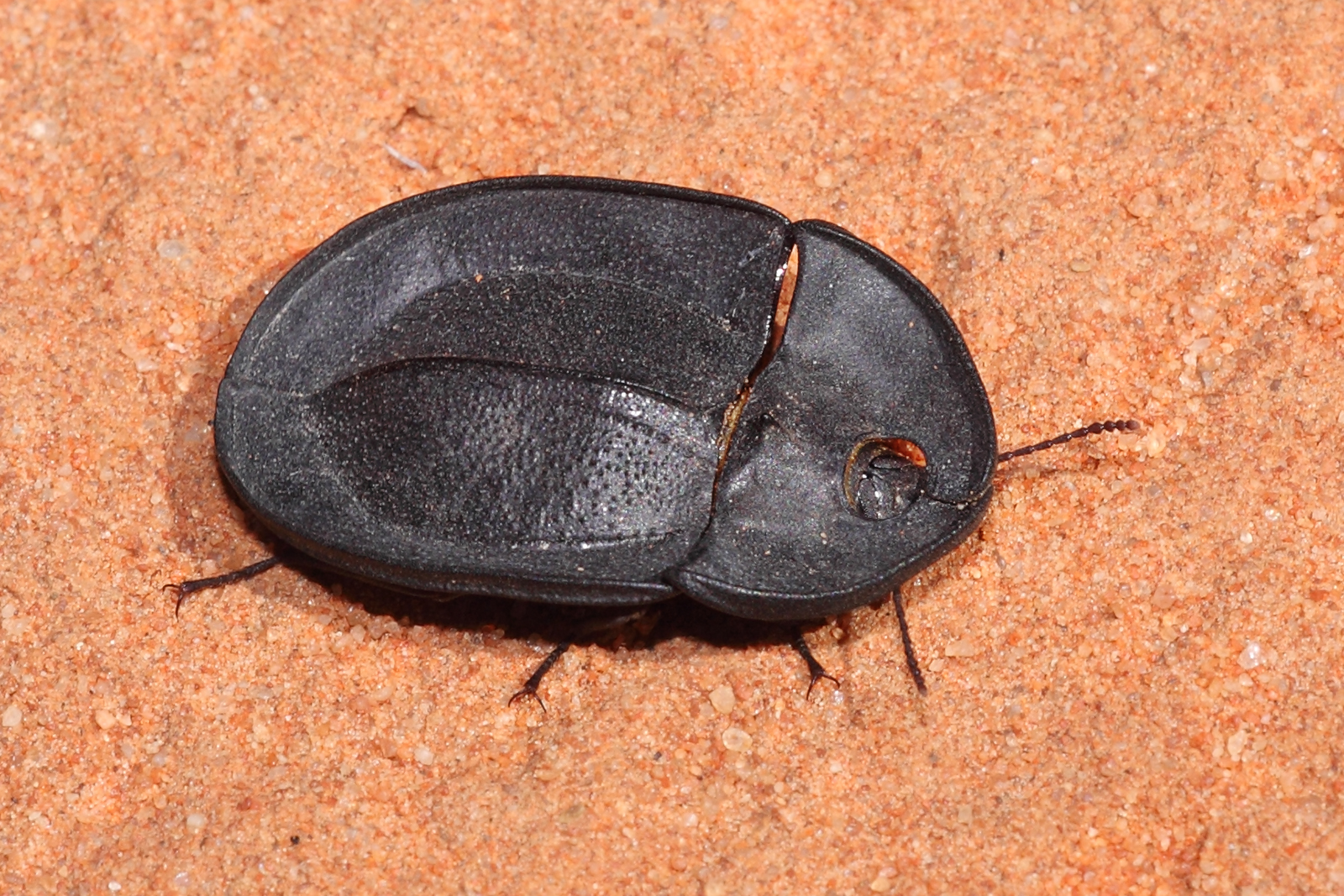
سوسک بشقاب‌شیرینی در استرالیا